# André Soudy

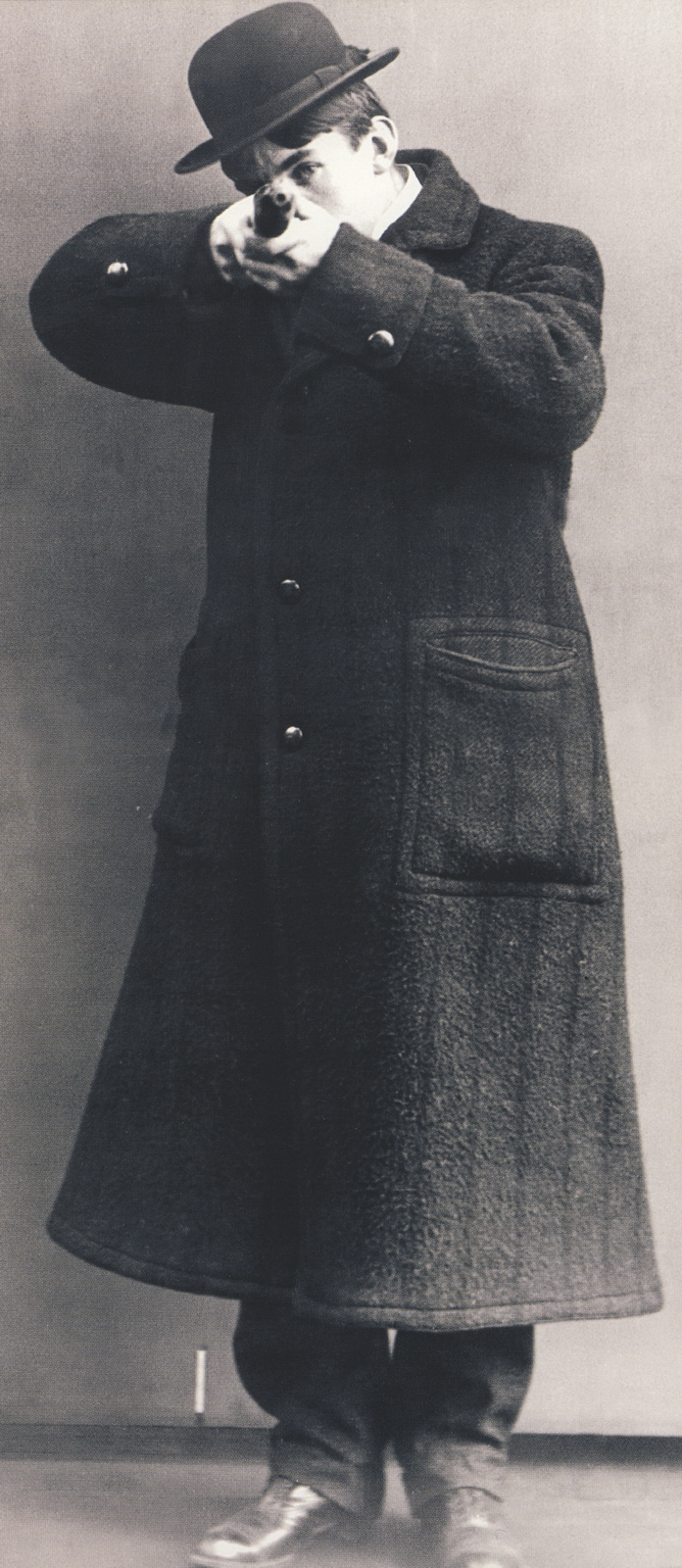
Andre Soudy en 1912

André Soudy (23 février 1892, Beaugency - 21 avril 1913, Paris) est un criminel, membre de la bande à Bonnot proche des milieux anarchistes français, guillotiné par Anatole Deibler en compagnie de Raymond Callemin dit « Raymond la Science » et d'Étienne Monier dit « Symentoff », devant la prison de la Santé. Il participa comme eux à l'odyssée criminelle de la bande à Bonnot. 

## Biographie
Issu d'une famille très pauvre, le jeune André Soudy quitte l'école à l'âge de onze ans pour entrer en apprentissage en boucherie. Décrit comme étant de caractère ombrageux, sournois et révolté, il multiplie dès l'adolescence des actes d'incivilité, les fugues, ainsi que les petits larcins, ce qui finit par lui valoir de faire un séjour de plus d'un an en prison : « J'suis un Pas-de-chance, j'écope tout le temps ! » répète-t-il sans cesse. Il en ressort en 1911, âgé de 19 ans, encore plus aigri et révolté que jamais. Sa vie prend un tournant lorsqu'il rencontre à Romainville d'autres anarchistes de la bande à Bonnot. Par ailleurs tuberculeux et syphilitique, André Soudy alterne les séjours en prison avec les séjours au sanatorium.
Hébergé par le couple Baraille, il est arrêté le 30 mars 1912 devant la gare de Berck-Plage et guillotiné le 21 avril 1913, devant la prison de la Santé, sans avoir jamais tué personne.

## Son rôle dans la bande
Soudy a participé aux braquages de Montgeron et Chantilly. Il était placé dans la voiture, armé d'une carabine, chargé de tirer sur quiconque avait l'intention de poursuivre la bande.

## Condamnation et exécution
En compagnie de Raymond Callemin, Étienne Monier et Eugène Dieudonné (gracié), il est condamné à mort le 27 février 1913 par la cour d'assises de la Seine. Il sera le premier à avoir la tête tranchée le 21 avril suivant, à l'âge de 21 ans. Ses derniers mots seront : « Il fait froid, au revoir ».